# اقتصاد أمريكا الجنوبية
يضم اقتصاد أمريكا الجنوبية ما يقرب من 430 مليون شخص يعيشون في اثنتي عشرة دولة وثلاثة أقاليم. تضم 6% من سكان العالم.
من الثلاثينيات إلى الثمانينيات، استخدمت دول أمريكا الجنوبية استبدال الاستيراد، وهي سياسة اقتصادية تحل محل الشركات الأجنبية وكذلك الواردات بالإنتاج المحلي. استخدمت هذه السياسة من أجل زيادة التصنيع المحلي. علاوة على ذلك، ارتفع الإنفاق الوطني على السلاح خلال فترات الحكم العسكري. بدأت بلدان أمريكا الجنوبية على نحو متزايد في الاقتراض من البنوك الأجنبية الخاصة ومؤسسات الإقراض الدولية، مثل البنك الدولي وبنك التنمية للبلدان الأمريكية، لتمويل البرامج الحالية مع محاولة توسيع إنتاجيتها الاقتصادية من خلال الاستثمارات. ومع ذلك، خلقت هذه السياسة أزمة ديون في أمريكا الجنوبية.
لقد تراجعت القارة أكثر عن أمريكا الشمالية على مدى القرنين الماضيين. ويمكن تفسير ذلك من خلال التركيز الكبير لأمريكا الجنوبية على السلع الأساسية وكذلك حالة النظام التعليمي والهيكل المؤسسي، والتي ما يزال بعضها مرتبطًا بماضيها الاستعماري، والبعض الآخر بالتطورات السياسية الأخيرة.
من التسعينيات فصاعدًا، تحولت البلدان في أمريكا الجنوبية إلى نظام اقتصاد السوق الحرة. الآن، تشمل الأنشطة الاقتصادية الرئيسية الزراعة والصناعة والغابات والتعدين.
في عام 2016، شهدت أربعة بلدان، وهي تشمل البرازيل والإكوادور والأرجنتين وجمهورية فنزويلا انخفاضًا في الإنتاج. لاحظت بلدان أخرى في المنطقة تباطؤًا في معدلات النمو. شهدت البرازيل هذا الانخفاض في الإنتاج بسبب ارتفاع مستوى البطالة، وتدهور الأوضاع المالية والقضايا السياسية، والتي بدورها أدت إلى انخفاض في الاستهلاك المحلي الخاص والاستثمار. كما عانت الأرجنتين من ركود في الاستهلاك والاستثمار الخاصين، ولكن كان ذلك بسبب إلغاء إعانات الخدمة العامة بسبب الارتفاع قصير الأجل في التضخم. في المقابل، اختلفت بيرو عن البلدان الأخرى في المنطقة - ما يدل على زيادة في معدلات النمو بفضل إنتاج النحاس.
في عام 2017، بدأ الاقتصاد في التعافي لأول مرة منذ عام 2014. المساهمون الرئيسيون في النمو الاقتصادي هو الاستهلاك الخاص. أدت زيادة تجارة التجزئة والإنتاج الصناعي في البرازيل إلى توسع اقتصادها بنسبة 1% في عام 2017. وقد أدى ارتفاع الاستثمارات العامة والاستهلاك الخاص إلى نمو اقتصاد الأرجنتين مقارنة بالركود في عام 2016.
في عام 2017، لوحظت معدلات التضخم في اتجاه هبوطي في معظم الاقتصادات الرئيسية. الأسباب هي ارتفاع أسعار الصرف السابقة وانكماش أسعار المواد الغذائية. من المتوقع حتى أن تخفض بعض البلدان نطاقاتها المستهدفة في عام 2019.

## القطاعات الاقتصادية

### الزراعة
على مر التاريخ، منذ الحقبة الاستعمارية، كان تصدير الموارد الطبيعية عاملًا رئيسيًا في اقتصاد أمريكا الجنوبية. مع أرض يمكن تقسيمها إلى أربع مناطق مناخية (استوائية، معتدلة، قاحلة وباردة)، أمريكا الجنوبية هي أرض متنوعة غنية بالموارد الطبيعية. لديها مجموعة متنوعة من المنتجات الزراعية والثروة المعدنية والمياه العذبة الوفيرة ومصايد الأسماك الغنية.
باعتبارها واحدة من أهم المساهمين في السوق الزراعية في العالم، تمثل أمريكا الجنوبية ما يقرب من 10% من صادرات المنتجات الزراعية العالمية. المناطق المناخية المختلفة هي موطن لأنواع متنوعة من المحاصيل. في المناطق المناخية الاستوائية، اثنان من أهم المحاصيل النقدية هما البن والكاكاو. تهيمن أمريكا الجنوبية على السوق العالمية في إنتاج البن، حيث أصبحت البرازيل أكبر مصدر للبن في العالم. أظهر تقرير صادر عن مجلس مصدري البن البرازيلي أن صناعة القهوة حققت أرباحًا بلغت 5.4 مليار دولار أمريكي في عام 2016، حيث تجاوزت صادرات أصناف البن المختلفة 34 مليون كيس 60 كجم. وهذا يمثل 6.4% من إجمالي صادرات البرازيل الزراعية السنوية البالغة 84.9 دولارًا أمريكيًا. أظهر التقرير أنه بحلول ديسمبر 2016، حققت صناعة البن البرازيلي إيرادات بقيمة 557 مليون دولار أمريكي عن طريق تصدير 3.07 مليون كيس من القهوة. بالإضافة إلى ذلك، في عام 2016، بلغت قيمة تصدير فول الصويا، المزروع في المناخات المعتدلة في أمريكا الجنوبية، 19 مليار دولار أمريكي للبرازيل، وهو ما يمثل 10.4% من إجمالي الصادرات، وواحد من 3.23 مليار دولار أمريكي للأرجنتين، وهو ما يمثل 5.7% من إجمالي الصادرات في البلاد. علاوة على ذلك، فإن تصدير مسحوق فول الصويا يمثل 17.5% من إجمالي صادرات الأرجنتين، بقيمة تصدير 9.96 مليار دولار.
تشمل الصادرات الأخرى من المناطق الاستوائية، مثل غابات الأمازون المطيرة (الموجودة في البرازيل، وبيرو، وكولومبيا، والإكوادور، وبوليفيا، وغويانا الفرنسية، وسورينام) الكاجو والجوز البرازيلي، اللذان يُعتبران عالميًا من الأطعمة الشهية، وكذلك السكر (قصب السكر) والأفوكادو والموز والأناناس والبرتقال والجريب فروت والمانجو. كانت زراعة قصب السكر العمود الفقري للاقتصاد منذ أوائل العصور الاستعمارية، والإكوادور هي أكبر مصدر للموز في العالم (إنتاج الموز في الإكوادور).
في المناطق المعتدلة، تنتج الذرة (الذرة الصفراء) وهي ثاني أكثر المنتجات المصدرة في الأرجنتين. بالإضافة إلى ذلك، في المناطق المناخية الباردة مثل جبال الأنديز، هناك إنتاج مرتفع للمحاصيل مثل الكينوا، التي تحظى بتقدير متزايد دوليًا، بالإضافة إلى رعي اللاما والفكونية والألبكة. تربى هذه الحيوانات من أجل صوفها وتصدر عالميًا كنسيج عالي الجودة.
البلدان الأربعة التي تتمتع بأقوى زراعة هي البرازيل والأرجنتين وتشيلي وكولومبيا. حاليًا:
- البرازيل هي أكبر منتج في العالم لقصب السكر، وفول الصويا، والبن، والبرتقال، والغوارانا، والأساي، والجوز البرازيلي. هي واحدة من أكبر 5 منتجين للذرة والبابايا والتبغ والأناناس والموز والقطن والفاصوليا وجوز الهند والبطيخ والليمون واليربا ماتي (الجيربا متة). هي واحدة من أكبر 10 منتجين في العالم للكاكاو والكاجو والأفوكادو واليوسفي والبرسيمون والمانجو والجوافة والأرز والشوفان والذرة الرفيعة والطماطم؛ وهي واحدة من أكبر 15 منتجًا للعنب والتفاح والبطيخ والفول السوداني والتين والخوخ والبصل وزيت النخيل والمطاط الطبيعي في العالم؛
- الأرجنتين هي أكبر منتج في العالم لليربا ماتي (الجيربا متة). هي واحدة من أكبر 5 منتجين في العالم لفول الصويا والذرة وبذور عباد الشمس والليمون والكمثرى، وهي واحدة من أكبر 10 منتجين في عالم الشعير والعنب والخرشوف والتبغ والقطن، وواحد من أكبر 15 منتجًا في عالم القمح والشوفان والحمص وقصب السكر والذرة الرفيعة والجريب فروت.
- تشيلي هي واحدة من أكبر 5 منتجين للكرز والتوت البري في العالم، وواحدة من أكبر 10 منتجين للعنب والتفاح والكيوي والخوخ والبرقوق والبندق، مع التركيز على تصدير الفواكه عالية القيمة؛
- كولومبيا هي واحدة من أكبر 5 منتجين في العالم للبن والأفوكادو وزيت النخيل، وواحدة من أكبر 10 منتجين في العالم لقصب السكر والموز والأناناس والكاكاو.
- تعد بيرو أكبر منتج للكينوا في العالم. هي واحدة من أكبر 5 منتجين للأفوكادو والتوت والخرشوف والهليون. واحدة من أكبر 10 منتجين في العالم للبن والكاكاو. واحدة من أكبر 15 منتجًا في العالم للبطاطس والأناناس، ولديها أيضًا إنتاج كبير من العنب وقصب السكر والأرز والموز والذرة والكسافا؛ زراعتها متنوعة إلى حد كبير؛
- تتطور الزراعة في باراغواي حاليًا، حيث تعد حاليًا سادس أكبر منتج لفول الصويا في العالم وتدخل قائمة أكبر 20 منتجًا للذرة وقصب السكر.[11]